# Martín Varsavsky
Martín Varsavsky (Buenos Aires, 26 de abril de 1960) es un empresario de telecomunicaciones y nuevos medios argentino de ascendencia judía, naturalizado español. También tuvo la nacionalidad estadounidense. Es fundador de ocho compañías, destacándose entre ellas Jazztel, Ya.com, FON, Goggo Network y Prelude Fertility.
Es el primer hijo del astrofísico Carlos Varsavsky y Silvia Waisman. Cursó la escuela primaria en el New Model School y continuó sus estudios secundarios en el Colegio Nicolás Avellaneda.

## Biografía
A los 17 años emigró con su familia a los Estados Unidos huyendo del terrorismo de Estado. Obtuvo una Licenciatura en Economía y Filosofía por la Universidad de Nueva York, una Maestría en Relaciones Internacionales y un MBA por la Universidad de Columbia.
Desde julio de 1995 hasta agosto de 2012 residió en Madrid (España) y era profesor en el Instituto de Empresa. Actualmente vive en Menorca (España) y es profesor de emprendimiento en la Universidad de Columbia.
Ha escrito artículos sobre empresas y relaciones internacionales para diversas publicaciones, como El País, El Mundo, HuffPost y Newsweek. Es un activo blogger y redactor en LinkedIn. También, participa con frecuencia en conferencias en Europa y Estados Unidos.
El 22 de julio de 2009 se casó con Nina Wiegand en Miami. Es padre de siete hijos.
Ha sido fundador y/o CEO de empresas como Prelude Fertility, Overture Life, Goggo Network, MVB Fund, VAS Ventures, Barter Energy.

## Actividad empresarial

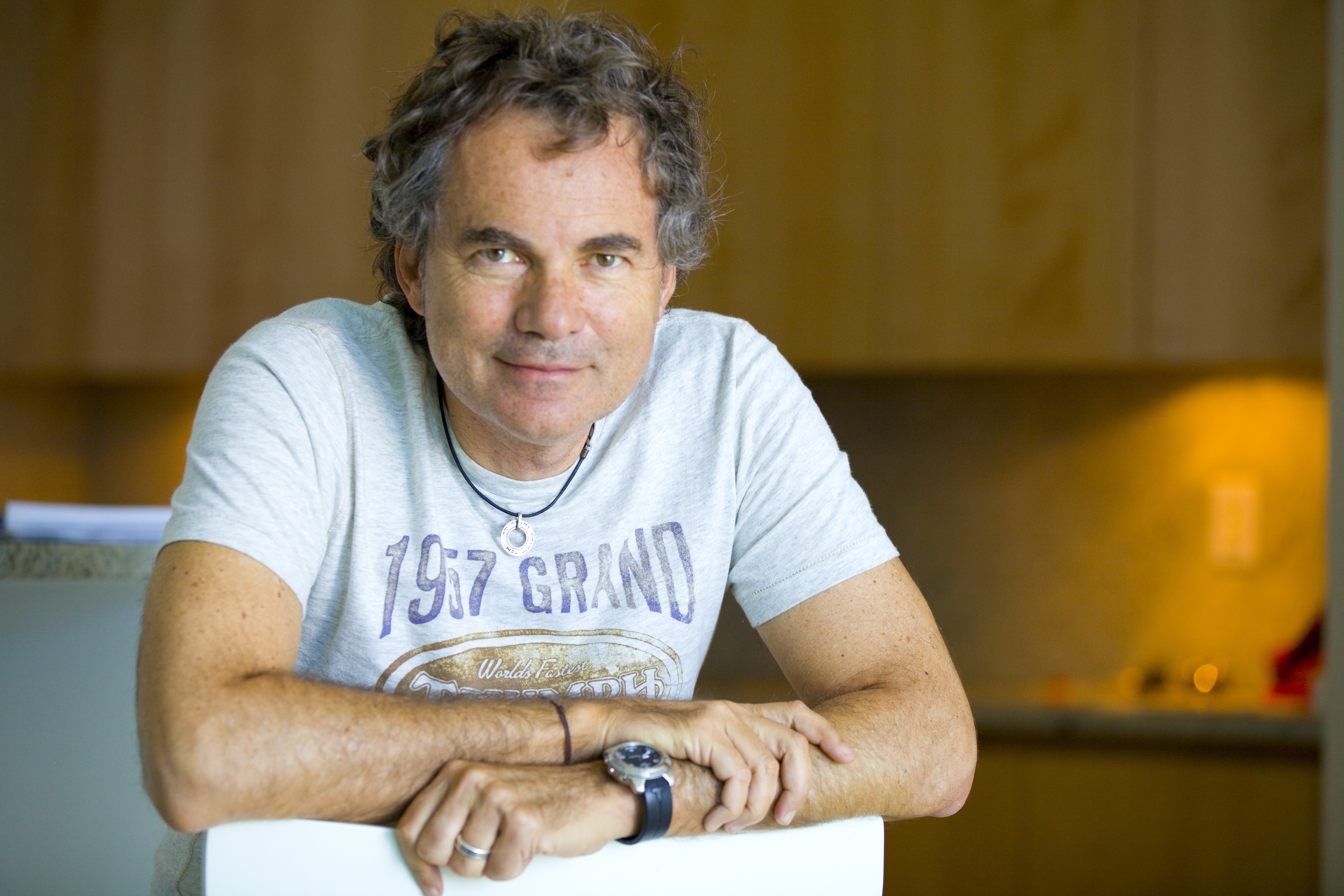
Martin Varsavsky, fotografía de 2011

Martín Varsavsky fundó ocho empresas en los últimos 30 años. Estas son: Medicorp Sciences, Jazztel, EinsteinNet AG, Ya.com, FON, Prelude Fertility, Overture Life y Goggo Network, todas pertenecientes al mundo de las nuevas tecnologías. Además, participa e invierte en por lo menos 30 empresas.

### Década de 1980
En 1984, con 24 años y todavía estudiando, formó en Nueva York la compañía inmobiliaria "Urban Capital Corporation".
Dos años más tarde, en 1986 creó "Medicorp Sciences". Radicada en Montreal, la compañía fue pionera en el desarrollo de pruebas para la detección del sida y PSA.

### Década de 1990
En 1991 se inicia en el mundo de las telecomunicaciones creando Viatel, desarrollando el servicio de "callback" (cobro revertido) como alternativa novedosa frente a los altos costos de los operadores tradicionales de llamadas de larga distancia. El financiero George Soros apoyó la idea de Varsavsky con 5 millones de dólares. En 1998 Varsavsky se desvinculó de la compañía para comenzar nuevos proyectos.
En 1997 funda Jazztel, proveedor alternativo de acceso local de la península ibérica. Establecida en Madrid, la compañía se convirtió en un operador de telefonía fija alquilando infraestructura de red a Telefónica.
En 1999 crea Ya.com, empresa de contenidos de Internet Propiedad de Jazztel (70%), Varsavsky (10%) y de su personal (20%), fue adquirida en 2000 por T-Online International, la filial de Internet de Deutsche Telekom.

### Años 2000 y actualidad
En 2000 crea EINSTEINet AG, un proveedor de servicios de aplicación (ASP) de banda ancha en Múnich (Alemania). En esta empresa de cloud computing pierde 35 millones de euros. Logró salvar los empleos creados y rentabilizó todo lo que perdió vendiendo la empresa por 105 millones euros.
En 2005 se centra en uno de sus últimos desarrollos, FON, cuyo objetivo es capitalizar el excedente de las conexiones inalámbricas domésticas o de pequeños negocios. Fon ha atraído como socios a Skype, eBay, Google y los fondos de inversión de riesgo Sequoia Capital e Index Ventures. En 2019 vendió su 51% a la compañía.
Varsavsky ha sido socio inversor de Gspace, Joost, Menéame, Netvibes, Plazes, Technorati, Vpod, Wikio, Xing, Zudeo, Busuu, rdio, Spotnik, 23andMe, MUBI, Sonico, Fring, Result e Index Ventures. Fuera del mundo de las telecomunicaciones, es socio controlador del parque eólico El Moralejo y de la empresa Proesa, que contiene las marcas Sybilla y Jocomomola.
En 2012 empezó a dar clases de emprendimiento en la Universidad de Columbia en Nueva York.
En 2016 fundó Prelude Fertility tras su experiencia con los tratamientos de fertilidad y la fecundación in vitro. La empresa contó con inversión de Lee Equity Partners, con la que compró Reproductive Biology Associates, una clínica de fecundación in vitro en Atlanta, y My Egg Bank, el mayor banco de óvulos de Estados Unidos.
En 2017, creó Overture Life, empresa enfocada en automatizar los laboratorios de embriología.
En 2018 se convirtió en cofundador de Goggo Network, una empresa dedicada a la creación de redes para la circulación de autos autónomos.
En 2025 creó al web Auditoría Ciudadana para promover ideas de cierre de servicios públicos al estilo de Elon Musk y DOGE en Estados Unidos o la Motosierra de Milei. Tras varias denuncias por parte de usuarios de Menéame de que la web no cumplía con la legislación, esta quedó inoperativa de forma indefinida. Algunas de las irregularidades que fueron denunciadas por los usuarios de Menéame fueron que Martin Varsavsky había dado como domicilio una calle falsa, que algunos de los usuarios eran falsos y creados por IA, que el sistema de permisos API no cumplía los principios básicos de diseño, que en el código se podía observar que los datos eran sobre texto plano y presuntamente inventados, entre otras.

## Polémica en Menéame
Desde 2006, Martín Varsavsky es inversor en Menéame  El 6 de marzo de 2025, se publicó en Menéame un artículo que indicaba que Martín Varsavsky se encontraba en la lista de contactos del magnate, pedófilo y depredador sexual Jeffrey Epstein. Ese artículo fue descartado por el moderador Imparsifal, alegando que incumplía varias normas del portal. La comunidad de Menéame acusó de censura a Imparsifal y al portal, sugiriendo que el artículo se había retirado presuntamente por orden de Martín Varsavsky en su condición de máximo accionista, lo que sería catalogado en medios como el primer caso de censura en la historia de Menéame por parte de sus dueños, ya que en las mismas fechas no se habrían descartado otros envíos que informaban de la aparición en esa misma agenda del yerno y el hijo del expresidente del gobierno José María Aznar.  
También ha expresado en medios que, a pesar de ser dueño de un tercio de Menéame, lo considera: "un nido de comunistas".

## Premios obtenidos
| Año  | Evento y organización                                  | Resultado | Ref.   |
| ---- | ------------------------------------------------------ | --------- | ------ |
| 1995 | Premio World Technology                                | Ganador   | [ 13 ] |
| 1998 | Premio Pickering de la Universidad de Columbia         | Ganador   | [ 13 ] |
| 1999 | Empresario Español del Año por iBest                   | Ganador   | [ 13 ] |
| 2000 | Global Leader for Tomorrow por el World Economic Forum | Ganador   | [ 13 ] |
| 2000 | Empresario Europeo del Año por la ECTA                 | Ganador   | [ 13 ] |
| 2003 | Empresario Europeo de las Telecomunicaciones           | Ganador   | [ 13 ] |
| 2006 | Empresario del Año en la ciudad de Nueva York          | Ganador   | [ 13 ] |

## Filantropía
Varsavsky es fundador y presidente de la "Fundación Varsavsky", dedicada a mejorar las condiciones de la educación a nivel mundial. A través de la fundación Varsavsky donó 11 millones de dólares con el propósito de ayudar a conectar a Internet a los estudiantes argentinos. Más tarde donó USD 500.000 dólares para cofundar "Educar Chile".
También es fundador y presidente de la "Fundación Safe Democracy", cuyo objetivo es aportar ideas innovadoras y soluciones al debate de los principales acontecimientos y problemáticas de la actualidad internacional, desde el firme compromiso con una democracia justa, transparente y segura para todos.
Esta fundación organizó en marzo de 2005, junto al Club de Madrid, el Atocha Workshop en conmemoración del primer aniversario del 11-M. Este evento tuvo importante repercusiones y contó con la presencia, entre otros, del rey Juan Carlos I, el presidente del Gobierno español José Luis Rodríguez Zapatero y el entonces Secretario General de las Naciones Unidas, Kofi Annan.
Varsavsky es miembro del Consejo de Administración de la Fundación Clinton y de la Fundación OneVoice, dedicada a promover la paz en Oriente Medio.